# リオグランデ・ド・ノルテ州

リオ・グランデ・ド・ノルテ州
Estado do Rio Grande do Norte

リオグランデ・ド・ノルテ州（リオグランデ・ド・ノルテしゅう、Estado do Rio Grande do Norte [ˈʁi.u ˈɡɾɐ̃dʒ(i) du ˈnɔʁtʃi] ( 音声ファイル)）は、ブラジル東北部の州。州都および最大都市は、サンロケ岬（São Roque サン・ホッキと発音）の南に位置するナタール（Natal、ナタウと発音）。州の略称は「RN」である。北大河州とも呼ばれる。
逆に「南の大きな川」を意味する名前のリオグランデ・ド・スル州（Rio Grande do Sul）がブラジル最南端にある。略称は「RS」。

## 地理
西部にセアラー州、南部にパライバ州（パライーバと発音）と隣接し、北部から東部は大西洋に面している。一部がボルボレマ高原にかかる。州の沖合いにロカス島（Atol de Rocas ロカス環礁）とフェルナンド・デ・ノローニャ島（Fernando de Noronha ペルナンブーコ州所属）、更にその先にサンペドロ・サンパウロ岩礁（Aruqipélago de São Pedro e São Paulo）がある。

## 隣接州
- パライバ州
- セアラー州

## 主な都市
- ナタール（Natal ナタウと発音）
- モソロー（Mossoró）
- アスー（Açu）
- カイコー（Caicó）

## 教育
- リオ・グランデ・ド・ノルテ連邦大学